# Heterorhabdus lobatus
Heterorhabdus lobatus är en kräftdjursart som beskrevs av Edward Bradford 1917. Heterorhabdus lobatus ingår i släktet Heterorhabdus och familjen Heterorhabdidae. Inga underarter finns listade i Catalogue of Life.